# Lingonskål

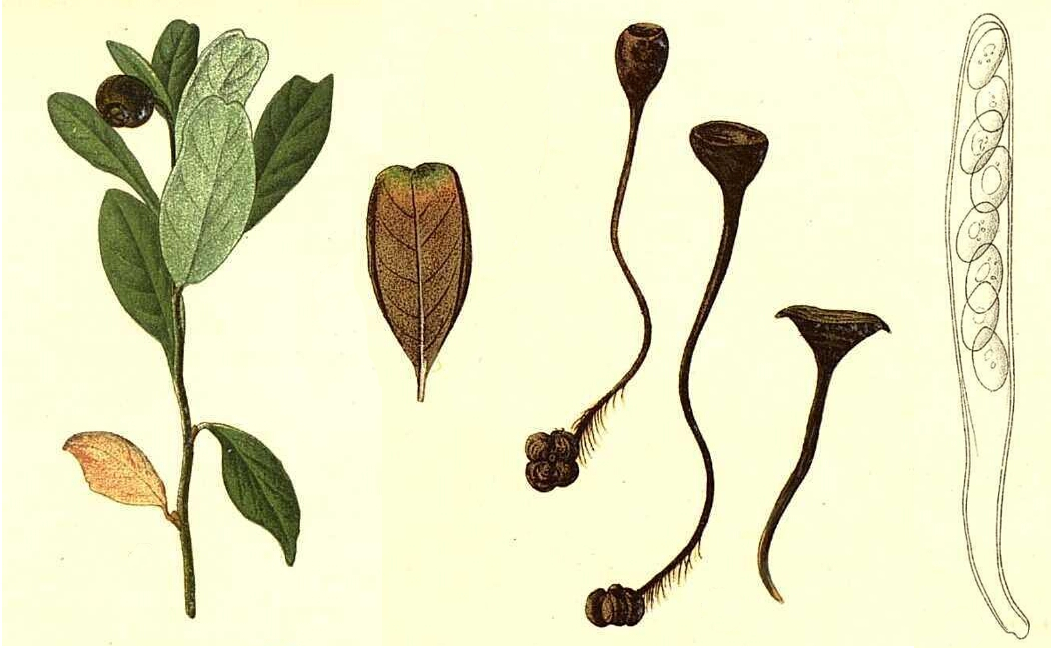
Tyska småväxter och svampar

Lingonskål (Monilinia urnula) är en svampart som först beskrevs av Johann Anton Weinmann, och fick sitt nu gällande namn av Whetzel 1945. Lingonskål ingår i släktet Monilinia och familjen Sclerotiniaceae.  Arten är reproducerande i Sverige. Inga underarter finns listade i Catalogue of Life.